# Francisco Rivera
Francisco Rivera Pérez, más conocido como Paquirri (Zahara de los Atunes, término municipal de Barbate, Cádiz, 5 de marzo de 1948-Córdoba, 26 de septiembre de 1984) fue un torero español. Falleció por una cornada recibida del toro llamado Avispado en la plaza de toros de Pozoblanco. Durante su carrera salió por la puerta grande de Las Ventas en seis ocasiones.

## Biografía
Fue hijo de Agustina Pérez Núñez (Tarifa, 1922-1977) y del novillero Antonio Rivera Alvarado (Barbate, 17 de febrero de 1920 - Cádiz, 10 de noviembre de 2009), quien era el encargado del matadero municipal de Barbate, donde Paquirri y su hermano, el también matador José Rivera «Riverita», comenzaron a torear. Creció cerca de ambientes toreros. Recibió influencias de Rafael Ortega "El Gallo" y de Miguelín.

### Debut y primera novillada
Debutó el 16 de agosto de 1962 como novillero en Barbate con la ganadería de Núñez Polavieja. El 28 de junio de 1964 debutaba en una novillada con caballos en la plaza de toros de Cádiz. Alternó con José González Copano y Rafael Jiménez Márquez, en un encierro con reses de la vacada del marqués de Villamarta. En Sevilla el 1 de mayo de 1966 cortó tres orejas en una novillada en la que le acompañaron Pepe Luis Segura y Manolo Sanlúcar.

### Alternativa en Barcelona

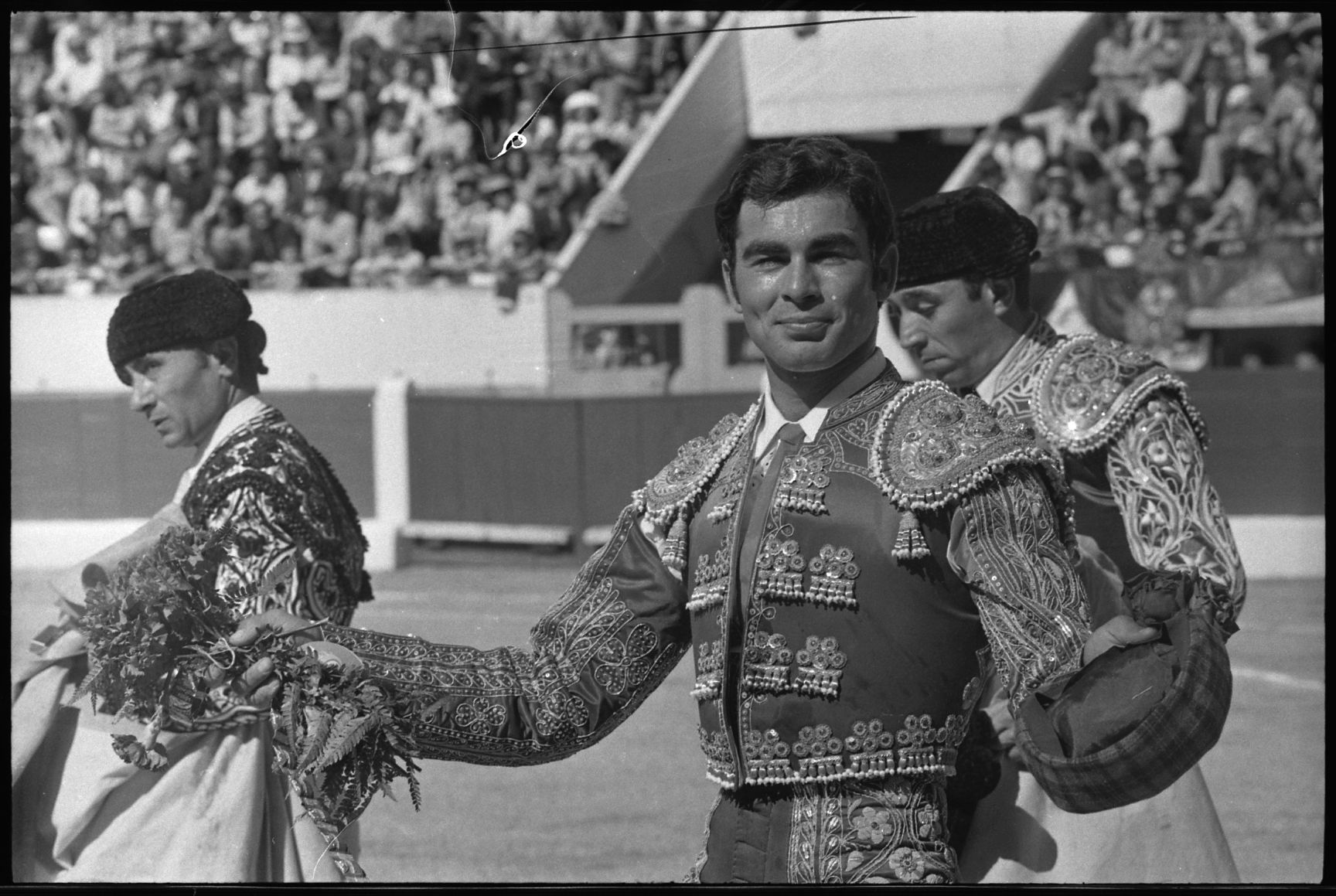
Paquirri en una corrida en Toulouse, 20 de junio de 1971.

Tomó la alternativa como matador de toros en la plaza Monumental de Barcelona el 17 de julio de 1966, ejerciendo de padrino Antonio Bienvenida y de testigo Andrés Vázquez frente a reses de Juan Pedro Domecq. La alternativa no se llegó a consumar al ser cogido el diestro gravemente en el muslo derecho. La esperada alternativa llegó el 11 de agosto de ese mismo año y en el mismo coso, al cederle Paco Camino muleta y espada ante la mirada de Santiago Martín “El Viti”. En esta ocasión, los astados llevaban el hierro de Carlos Urquijo de Federico.
El 18 de mayo de 1967 confirmó la alternativa en Las Ventas siendo su padrino Paco Camino, en presencia de José Fuentes ante toros de Juan Pedro Domecq. En 1969 salió por la puerta grande de Las Ventas en dos ocasiones, y repitió en 1974, 1979 y 1980, con seis salidas por la puerta grande de Las Ventas en total. En 1970 confirmó su alternativa en la Monumental de México con Raúl Contreras "Finito" como padrino y Manolo Martínez como testigo, saliendo por la puerta grande. En 1978 sufrió una grave cogida en La Maestranza durante la Feria de Abril ante un toro de José Luis Osborne.

## Muerte en Pozoblanco

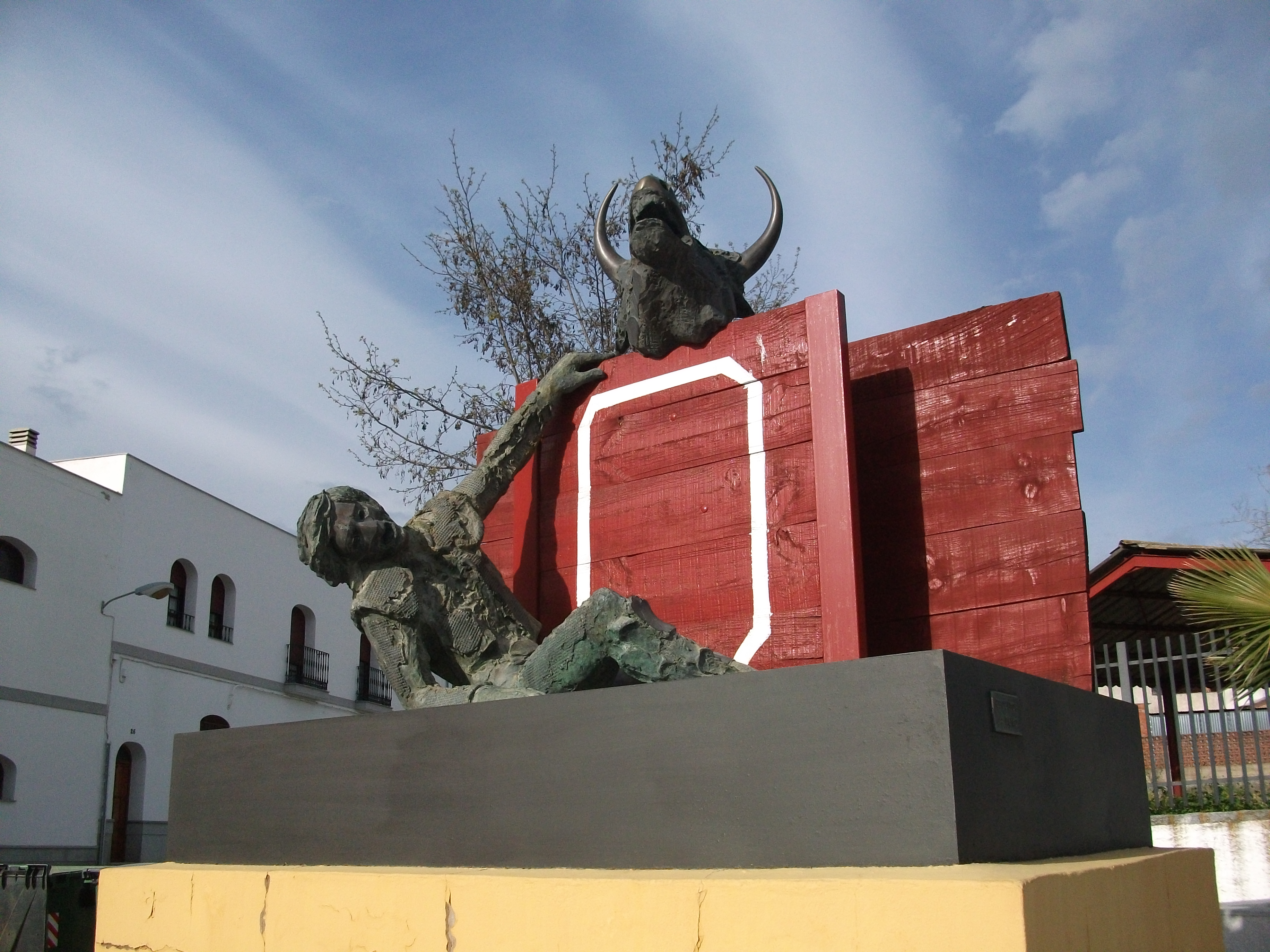
Monumento a Paquirri, cogido mortalmente en la plaza de toros de Pozoblanco. Abril de 2010

En 1984 había decidido dar por concluida la temporada tras torear en la plaza de toros de Dax, pero accedió a torear dos festejos más, Logroño y Pozoblanco. Para la corrida de Pozoblanco (Córdoba), según manifestó su viuda Isabel Pantoja, Paquirri cambió en varias ocasiones la fecha, la ganadería y los toros que habría que torear en Pozoblanco, siendo el destino lo que motivó que el 26 de septiembre de 1984, en la plaza de Pozoblanco, compartiendo cartel con el Yiyo y El Soro, sufrió una cogida de un toro, cuarto de la corrida, de la ganadería de Sayalero y Bandrés, de nombre Avispado, que resultó en una cornada con dos trayectorias que rompieron las venas ilíaca y safena, y la arteria femoral. Un video, grabado por el camarógrafo Antonio Salmoral, registró el incidente y escenas del torero hablando en la enfermería. Paquirri, todavía consciente, y con una notable tranquilidad dadas las circunstancias, explicaba al doctor Eliseo Morán el tamaño y la trayectoria de la herida: 
«Doctor, yo quiero hablar con usted o no me voy a quedar tranquilo. La cornada es fuerte. Tiene al menos dos trayectorias, una para acá y otra para allá. Abra todo lo que tenga que abrir, lo demás está en sus manos. Y tranquilo, doctor».
El torero no pudo ser bien atendido debido a las limitaciones de la enfermería. Sin poder contener la hemorragia, el doctor Eliseo Morán le hizo una cura de urgencia y, dada la gravedad extrema del estado del torero, ordenó su traslado inmediato al hospital Reina Sofía de Córdoba. Los doctores Ruiz y Fumes acompañaron al herido en la ambulancia. Ya cerca de Córdoba sufrió un paro cardíaco y en un intento desesperado de salvarle la vida decidieron ingresarlo en el Hospital Militar por encontrarse más cerca, donde falleció. En las diligencias judiciales consta que Paquirri murió por un choque hipovolémico intenso por hemorragia masiva y rápida. Dos días después miles de personas le dieron el último adiós en la plaza de la Maestranza de Sevilla. Fue sepultado en el Cementerio de San Fernando.

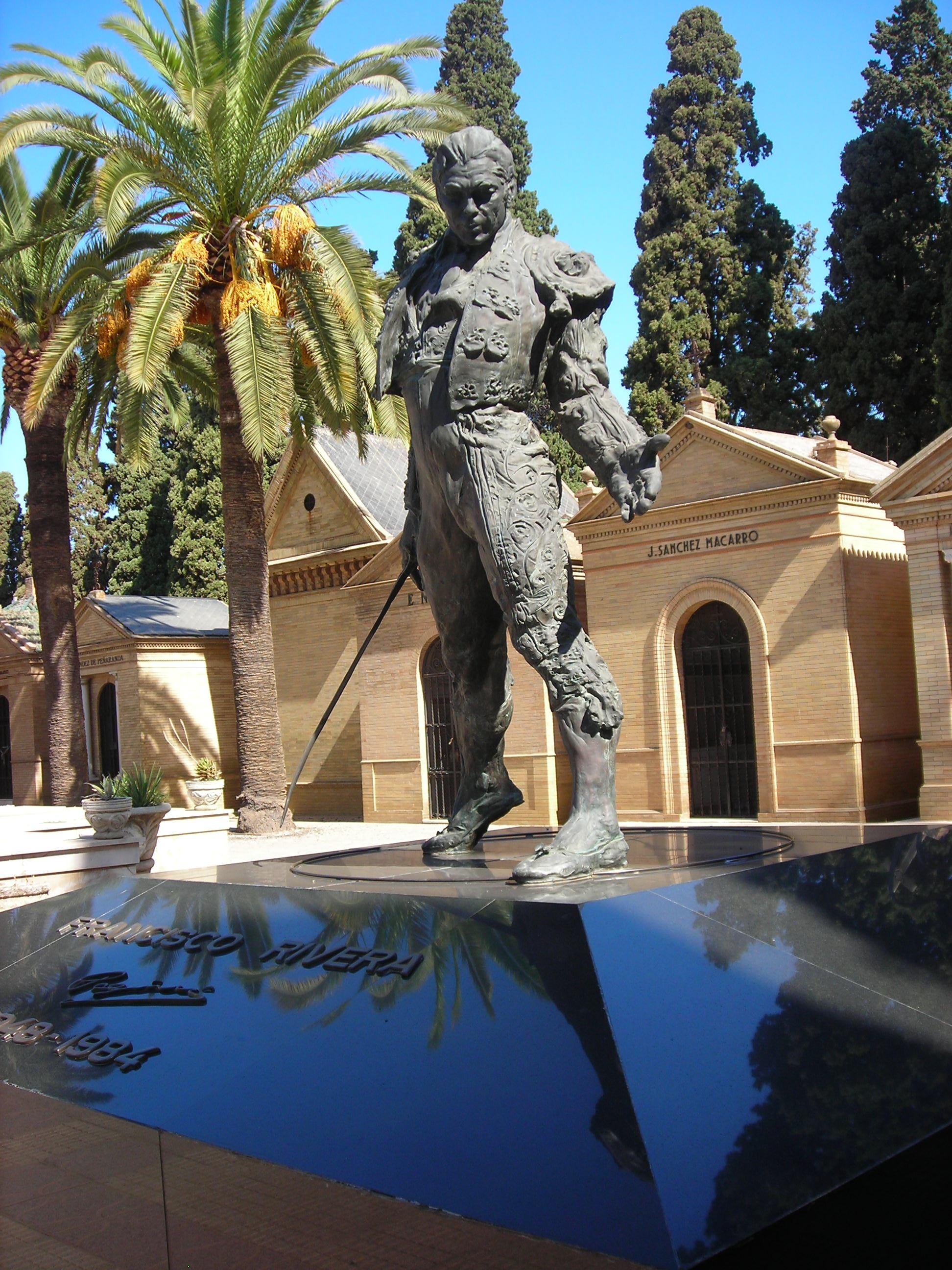
Mausoleo de Paquirri en el cementerio de San Fernando en Sevilla.

Aunque según el médico que lo atendió la cornada no era mortal, la muerte del torero se debió a un fatal cúmulo de circunstancias: los servicios sanitarios con que contaba la plaza eran muy limitados, fue trasladado en una ambulancia convencional y la carretera que unía ambas localidades estaba en malas condiciones. La trascendencia que su muerte tuvo en la prensa contribuyó a cambiar la legislación de espectáculos taurinos obligando a que las plazas de todas las categorías dispusieran de Unidades de Vigilancia Intensiva móviles, y a que las plazas de 1.ª y 2.ª categorías contaran con quirófanos convenientemente equipados.
Cuenta con estatuas taurinas frente a la plaza de toros del Puerto de Santamaría realizando una cambiada a porta gayola y Pozoblanco.
Como homenaje póstumo Isabel Pantoja popularizó un tema en su honor llamado Era mi vida él, el cual fue compuesto específicamente para ella por el cantautor José Luis Perales.

## Vida personal
Contrajo matrimonio en primeras nupcias el 16 de febrero de 1973 con Carmina Ordóñez, hija del también torero Antonio Ordóñez, en la basílica de San Francisco el Grande de Madrid. Fruto de este matrimonio nacieron dos hijos, quienes a la postre fueron asimismo toreros: Francisco Rivera y Cayetano Rivera. Paquirri y Carmen se separaron en 1979.
Tras la separación mantuvo también una relación con Bárbara Rey y luego con la cantante Lolita Flores.
El 30 de abril de 1983 se casó en segundas nupcias con la cantante Isabel Pantoja, en la basílica de Jesús del Gran Poder de Sevilla en un acontecimiento que fue calificado como la boda del año. De este matrimonio tuvo a Kiko Rivera.